# Forrestal-Klasse
Die Forrestal-Klasse war eine Klasse von Flugzeugträgern der United States Navy. Die vier Schiffe der Klasse waren die ersten Flugzeugträger mit einer Verdrängung von über 75.000 tn.l. und werden als die ersten Supercarrier gesehen. Sie waren ebenso die ersten Träger, die von Beginn an ein angewinkeltes Landedeck besaßen.
Das Typschiff der Klasse war die Forrestal, benannt nach James V. Forrestal, einem Marineminister unter Roosevelt und Truman.
Die Schiffe wurden in den 1950er Jahren in Dienst gestellt und nahmen am Vietnamkrieg sowie, nachdem sie zu Beginn der 1980er Jahre modernisiert worden waren, am Zweiten Golfkrieg teil. In den 1990er Jahren wurden alle vier Schiffe außer Dienst gestellt und der Reserveflotte zugeteilt, 2006 wurden sie aus dem Schiffsregister der US-Marine gestrichen.

## Geschichte

### Planung und Bau

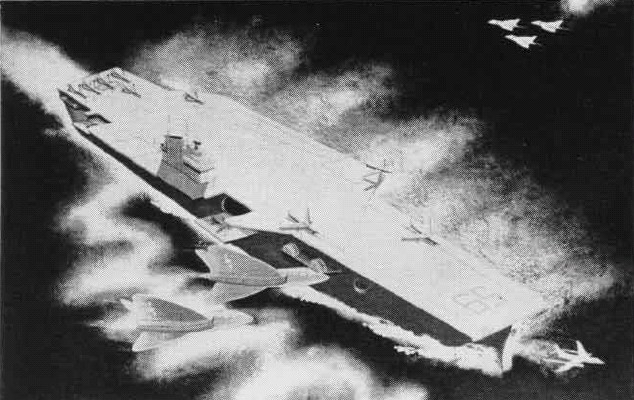
Designstudie von 1954

Die Planungen für die Forrestal-Klasse begannen Anfang der 1950er Jahre, als die Truman-Regierung, auch wegen des Koreakriegs, die Wichtigkeit von Flugzeugträgern erkannte. Nach dem (allerdings nicht beendeten, da unmittelbar nach der Kiellegung eingestellten) Bau der United States waren diese Schiffe die ersten neuen Flugzeugträger, die nach dem Zweiten Weltkrieg in Auftrag gegeben wurden. Die Verträge zum Bau der ersten beiden Einheiten der ursprünglich auf acht Schiffe ausgelegten Klasse wurden im Juli 1951 unterschrieben, die Kiellegung der ersten Einheit, der Forrestal, erfolgte ein Jahr später. Zunächst war geplant, die ersten beiden Schiffe ohne das abgewinkelte Landedeck zu bauen. Sie sollten, wie schon die Träger der Midway-Klasse, ein durchgehendes, gerades Flugdeck erhalten, wie bei Flugzeugträgern des Zweiten Weltkriegs üblich. Erst während der Planungsphase flossen neue Erkenntnisse über die Vorteile eines abgewinkelten Flugdecks ein. Der Entwurf wurde dahingehend abgeändert und die Konstruktion mit den geänderten Plänen fortgesetzt. Die beiden letzten Schiffe, Ranger und Independence, wurden von Beginn an mit einem abgewinkelten Landedeck geplant. Die Verträge für den Bau dieser letzten beiden Schiffe wurden erst drei Jahre später, Anfang 1954, unterschrieben. Die Baukosten betrugen 188 Mio. US-Dollar für die Forrestal, 213 Mio. für die Saratoga, 173 Mio. für die Ranger und 225 Mio. für die Independence.

### Einheiten
Die Benennung von Flugzeugträgern folgt bei der US Navy, im Gegensatz zu Schlachtschiffen oder Zerstörern, keinem festen Muster. Die neue Trägerklasse wurde zu Ehren von James V. Forrestal benannt, der von 1944 bis 1947 unter Franklin D. Roosevelt und Truman Marineminister war und sich um die Erweiterung der Flugzeugträgerflotte bemüht hatte.
Ursprünglich waren für die Forrestal-Klasse acht Flugzeugträger geplant, nach umfangreichen Änderungen der Konstruktionspläne wurden die letzten vier Flugzeugträger dann als Kitty-Hawk-Klasse gebaut.

#### Forrestal
Die Forrestal (CV-59) wurde am 14. Juli 1952 bei Newport News Shipbuilding in Newport News, Virginia auf Kiel gelegt. Der Stapellauf erfolgte am 11. Dezember 1954, die Indienststellung am 1. Oktober 1955. Ihre aktive Zeit verbrachte die Forrestal zumeist mit der 6. Flotte im Mittelmeer. Während des Einsatzes vor der Küste Vietnams kam es am 29. Juli 1967 zu einem schweren Brand, der als Forrestal-Katastrophe bekannt wurde. Ab 1968 operierte der Träger dann wieder im Mittelmeerraum. Nach umfangreichen Modernisierungen von 1983 bis 1985 nahm der Träger Ende der 1980er Jahre an der Operation Earnest Will und zu Beginn der 1990er Jahre am Zweiten Golfkrieg teil. Nach einer kurzen Phase als Trainingsträger der Navy wurde die Forrestal 1993 ausgemustert.

#### Saratoga
Die Saratoga (CVA-60) wurde am 16. Dezember 1952 beim New York Naval Shipyard auf Kiel gelegt, am 8. Oktober 1955 vom Stapel gelassen und am 14. April 1956 in Dienst gestellt. Die Saratoga operierte die meiste Zeit mit der 2. und 6. Flotte im Atlantik und Mittelmeer. Dort zeigte sie unter anderem vor Libyen, Syrien und dem Libanon Präsenz. Der Träger nahm 1962 an der Seeblockade Kubas und 1972 für drei Monate an den Luftangriffen von der Yankee Station im südchinesischen Meer auf Nordvietnam teil. 1981 bis 1983 durchlief sie als erstes Schiff der Klasse das „Service Life Extension Program“ (SLEP). Nach der Teilnahme am Golfkrieg 1991 wurde der Träger 1994 ausgemustert.

#### Ranger
Die Ranger (CV-61) wurde als erster Träger des zweiten Bauloses am 2. August 1954 bei Newport News Shipbuilding auf Kiel gelegt. Der Stapellauf erfolgte am 29. September 1956, die Indienststellung am 10. August 1957. Nach einem kurzen Aufenthalt im Atlantik wurde die Ranger in den Pazifik verlegt, wo sie von 1958 an operierte. Ab 1964 wurde sie mehrmals vor Vietnam eingesetzt, ebenso 1991 im Golfkrieg, wo ihre Flugzeuge zusammen mit denen der Midway vom persischen Golf aus Angriffe gegen den Irak flogen, nachdem das Schiff 1983/84 in Bremerton modernisiert worden war. Seit ihrer Außerdienststellung 1993 lag die Ranger in Bremerton und wurde Anfang 2015 zur Verschrottung nach Brownsville (Texas) gebracht. Die Verschrottung war am 1. November 2017 abgeschlossen.

#### Independence
Die Independence (CV-62) wurde am 7. Juli 1955 als letztes Schiff der Klasse in New York auf Kiel gelegt, der Stapellauf erfolgte am 6. Juni 1958. Am 10. Januar 1959 wurde die Independence in Dienst gestellt. Sie operierte von 1959 bis 1991 zumeist im Atlantik, im Mittelmeer sowie der Karibik, durchlief von 1985 bis 1987 das „SLEP“ und wurde dann, nach dem Einsatz in der Golfregion, im September 1991 als Ersatz für die Midway nach Yokosuka verlegt, wo sie bis zur Außerdienststellung 1998 der einzige permanent außerhalb der Vereinigten Staaten stationierte Flugzeugträger war. Die Independence wurde 2017 zum Abwracken nach Brownsville (Texas) geschleppt.
| Kennnummer | Name         | In Dienst       | Außer Dienst       | Verbleib/Schicksal        |
| ---------- | ------------ | --------------- | ------------------ | ------------------------- |
| CV-59      | Forrestal    | 1. Oktober 1955 | 11. September 1993 | Ab 2014 abgebrochen       |
| CV-60      | Saratoga     | 14. April 1956  | 20. August 1994    | Ab 2014 abgebrochen       |
| CV-61      | Ranger       | 10. August 1957 | 10. Juli 1993      | 2015 bis 2017 abgebrochen |
| CV-62      | Independence | 10. Januar 1959 | 30. September 1998 | Ab 2017 abgebrochen       |

### Modifikationen
Alle Schiffe außer der Ranger  wurden während der 1980er Jahre umfangreichen Erneuerungen und Instandhaltungsarbeiten unterzogen, die Werftliegezeiten während des sogenannten „Service Life Extension Program“ (Dienstzeitverlängerungsprogramm) betrugen bis zu zwei Jahre, die Kosten der Modernisierung beliefen sich pro Schiff auf etwa 460 Millionen US-Dollar. Die Schiffe erhielten neue Elektronik- und Radaranlagen, das 20-mm-Mk-15-Phalanx-Close-in-Weapon-System, stärkere Katapulte und die Antriebsanlage aller Schiffe wurde erneuert. Alle vier Träger erhielten während der Modernisierung selbstaufblasbare Rettungsinseln, die an der Deckskante montiert wurden. Durch die Maßnahmen während des SLEP konnte die Einsatzdauer der bis dahin schon etwa 30 Jahre alten Schiffe um 15 bis 20 Jahre erhöht werden.

### Verbleib
Bis Frühjahr 2006 befanden sich drei der vier Träger eingemottet in der Reserveflotte, mittlerweile wurden sie aus dem Schiffsregister gestrichen. Die Forrestal sollte als künstliches Riff versenkt werden, wurde aber doch verschrottet. Die Ranger sollte als Museumsschiff nach Portland, Oregon geholt werden. Die Verhandlungen der US Navy mit Neuseeland über einen Verkauf der Saratoga sind gescheitert, sie soll nun ebenfalls als Museumsschiff erhalten werden. Die Independence ist ebenfalls verschrottet worden.  Mittlerweile sind alle 4 Träger verschrottet worden.

## Fotodetails
Oben zu sehen: Forrestal im Jahre 1955 während der Werfterprobungsfahrten, unten dasselbe Schiff 1982 noch vor dem Service Life Extension Program, hier mit Teilen des Trägergeschwaders an Deck. Oben zu erkennen vier der acht Geschütztürme sowie die ursprünglichen Radaranlagen vom Typ SPS-8 (über der Brücke) sowie SPS-12 am Mast. Der Schornstein besitzt einen schrägen Abschluss. Unterhalb des Schornsteins die Kennnummer des Schiffs. 1982 wurden die Geschütze entfernt, anstelle des vorderen Paares befindet sich ein Sea-Sparrow-Starter, der Schornstein hat nun eine waagrechte Oberkante. Vor dem Mast befindet sich nun die große Antenne des SPS-48-Luftaufklärungsradars, über dem Schornstein befindet sich die Antenne des SPS-43, am Mast sind die Feuerleitradare für die Lenkwaffen zu erkennen.

## Technik

### Rumpf
Der Rumpf der Schiffe war an der Wasserlinie mit 302 m Länge etwa 25 Meter länger als der Rumpf eines Schiffs der Midway-Klasse. Der Tiefgang betrug 11,2 Meter, die Verdrängung im voll beladenen Zustand (Einsatzverdrängung) betrug 80.678 tn.l. Das Flugdeck befand sich 20,1 m über der Wasserlinie, die Brücke lag 33,8 m hoch, die oberste Mastspitze bei 56,4 m.
Nach den Beschädigungen, die die Essex-Klasse-Flugzeugträger Hornet und die Bennington während schwerer Taifune an der überhängenden vorderen Partie des Flugdecks erlitten hatten, gehörte der geschlossene Atlantik- oder Hurrikanbug bei den Forrestals, im Gegensatz zu den nachgerüsteten Trägern der Midway-, Essex-Klasse, von Anfang an zum Schiffsentwurf.

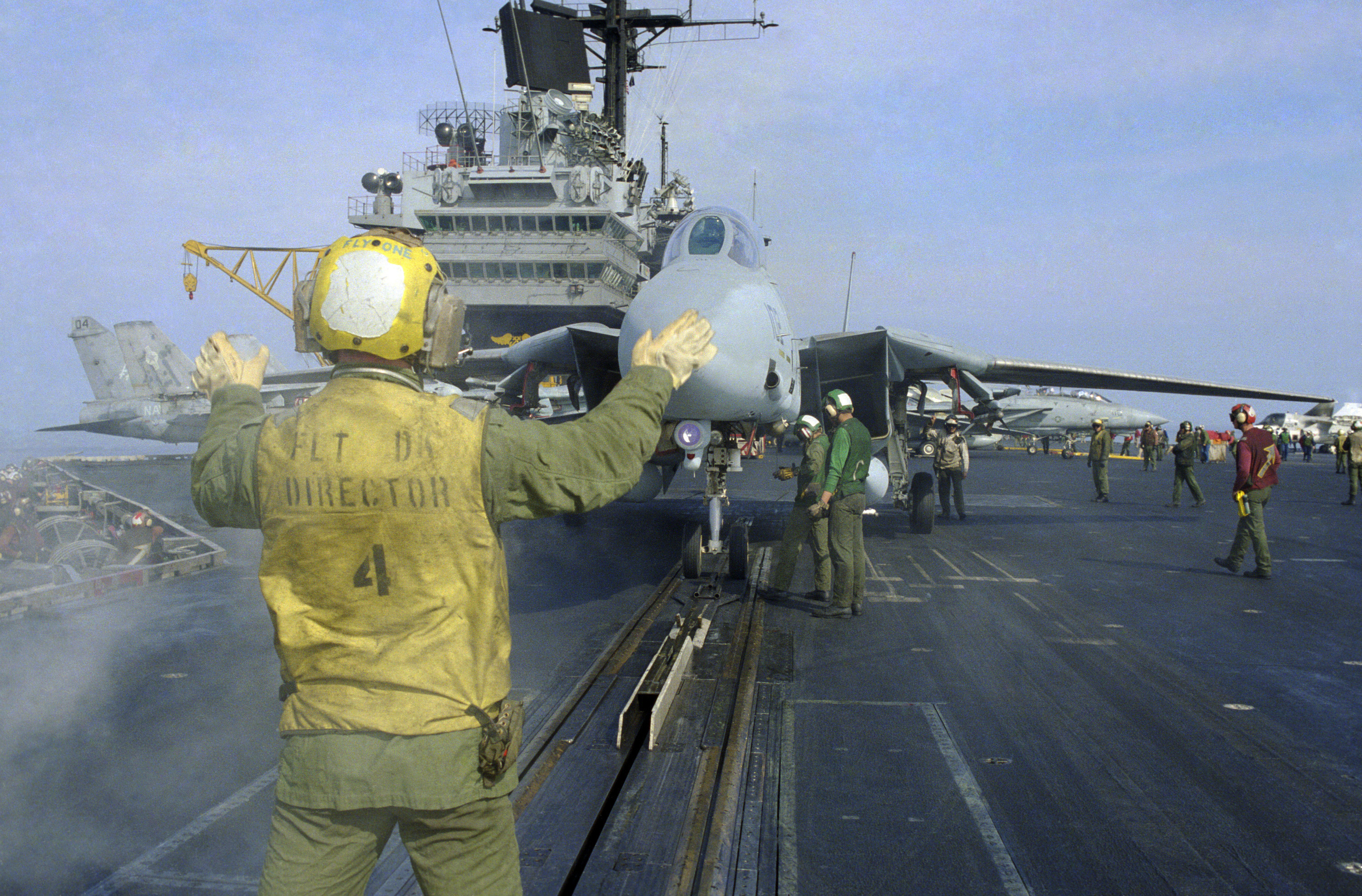
F-14 auf dem vorderen Steuerbordkatapult

#### Flugdeck
Das Flugdeck der ersten beiden Träger der Klasse war 311 m lang, die Decks der Ranger und Independence etwa zwei Meter länger. Bei einer maximalen Breite von 77 Metern ergab sich eine Decksfläche von etwa 14.500 m². Damit war das Flugdeck etwa 25 % größer als das der vorhergehenden Midway-Klasse (ca. 11.500 m²). Die Landebahn war in einem Winkel von 10° aus der Längsachse nach Backbord abgewinkelt und verfügte ursprünglich über sechs, später nur noch vier Fangseilanlagen zum Abbremsen der landenden Flugzeuge. Das abgewinkelte Landedeck ermöglichte gleichzeitigen Start- und Landebetrieb, dazu kam eine erhöhte Sicherheit bei einem fehlgeschlagenen Landeversuch – das den Anflug abbrechende Flugzeug brauchte nicht mehr über die zumeist am vorderen Ende der Bahn geparkten Flugzeuge hinwegzustarten.
Ab Ende der 1960er bzw. Anfang der 1970er Jahre erhielten die Träger außerdem ein optisches Landesystem auf Basis von Fresnellinsen, das das veraltete System auf Spiegelbasis ersetzte und die Einweisung der anfliegenden Flugzeuge auf den korrekten Gleitpfad übernahm.
Für den Start der Flugzeuge standen erstmals vier Dampfkatapulte (ursprünglich Typ C-7, später durch C-13 ersetzt) statt der ursprünglichen hydraulischen zur Verfügung, zwei am Bug und zwei in der Verlängerung der abgewinkelten Landebahn auf der Backbordseite. Zum Schutz der an Deck aufgestellten Flugzeuge und der an Deck arbeitenden Mannschaften wurden die Katapulte mit hydraulisch aufrichtbaren Strahlabweisern ausgerüstet. Die Startkontrollen für die Katapulte befanden sich seitlich auf dem umlaufenden „Catwalk“, erst die Träger der Nimitz-Klasse erhielten einen geschützten Kommandostand für die Katapultbedienungen.
Vier Aufzüge verbanden das Deck mit dem darunter liegenden, etwa drei Stockwerke hohen Hangardeck, drei davon befanden sich steuerbord (zwei achtern der Insel, einer davor), ein Aufzug befand sich backbord mittschiffs, vor dem vorderen Ende der abgewinkelten Landebahn. Diese Position, die noch nahezu unverändert von den Geraddeckträgern des Zweiten Weltkriegs übernommen wurde, erwies sich als äußerst unpraktisch, da aufgrund des abgewinkelten Landedecks der Aufzug an Backbord sowohl während Start- als auch Landevorgängen nicht benutzbar war. Das Hangardeck erstreckte sich über die mittlere Hälfte des Schiffes und war so groß konzipiert, dass es einen Großteil des Trägergeschwaders sturm- und seefest unterbringen konnte. Zur Sicherung an Deck verbleibender Flugzeuge und sonstiger Geräte (Mobilkran, Flugzeugschlepper, Hubschrauber für Transport, Search and Rescue und U-Jagd) war das Deck mit Verankerungsösen ausgestattet.

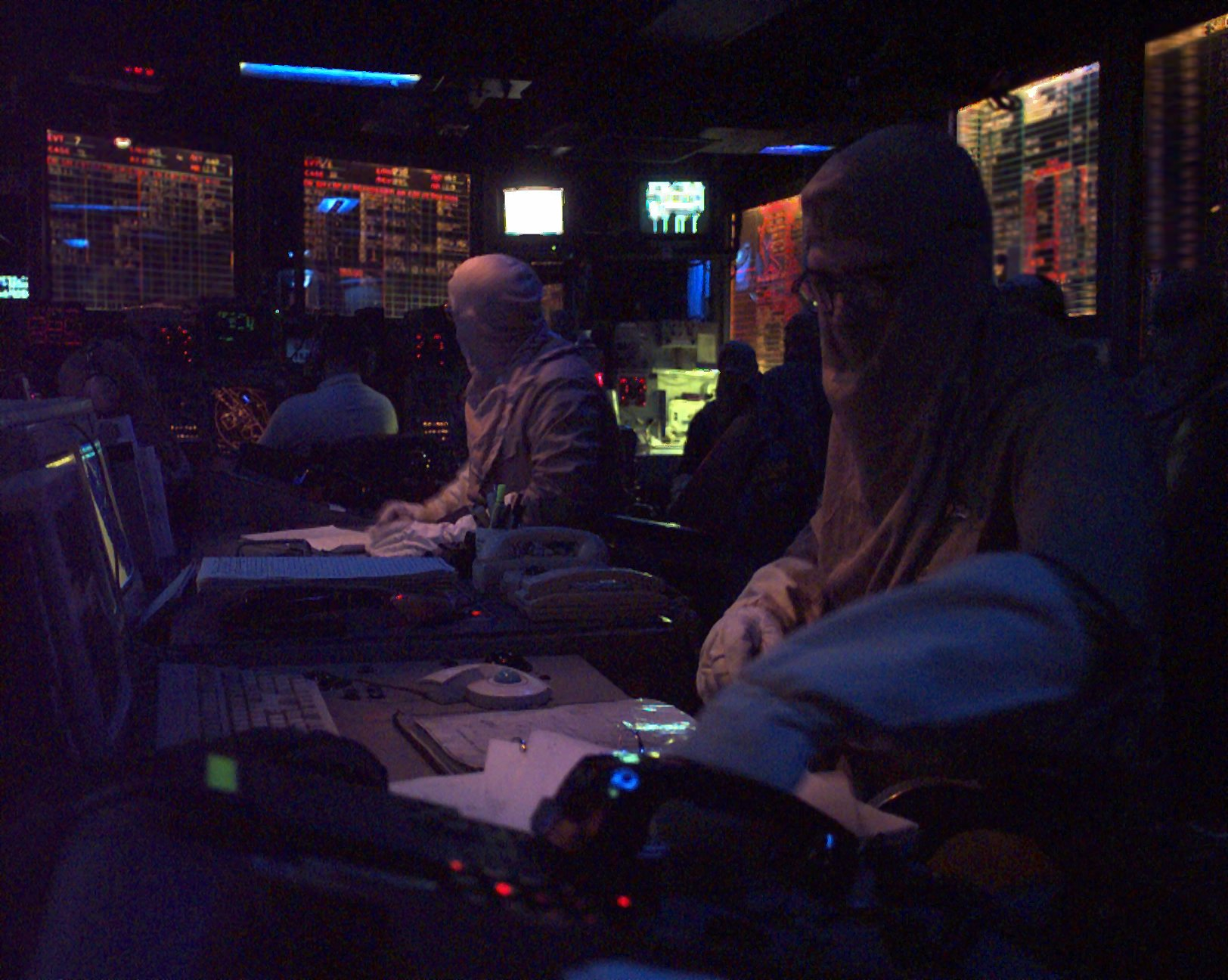
Blick in das „Combat Direction Center“ der Independence

#### Insel
Der einzige Aufbau auf dem Flugdeck war die Insel auf der Steuerbordseite mit etwa 36 m Länge und 16 m Breite. Bei der Forrestal wurde die Insel nach den ersten Erprobungen etwas weiter nach außen versetzt und diese Änderung bei den anderen Trägern übernommen, da die ursprüngliche Anordnung den Flugbetrieb beeinträchtigte. An der Vorderkante der Insel befand sich die Kommandobrücke zur Schiffsführung, darüber die Admiralsbrücke. Die Deckkontrollbrücke befand sich achtern an der Insel, um den Schornstein, der die hintere Hälfte der Insel einnahm, herum. Die Insel beherbergte ebenfalls das „Combat Direction Center“, von dem aus der Luftraum um die Träger überwacht, die Position aller eigenen Flugzeuge koordiniert und Flugoperationen geleitet wurden. Die ersten zwei Träger verfügten bis zur Modernisierung in den 1980er Jahren über zwei Masten, die Ranger und die Independence wurden von Anfang an nur mit einem Mast für Funk- und Radaranlagen ausgerüstet.

### Antrieb
Den Antrieb der Schiffe leisteten vier Dampfturbinen von Westinghouse, die ihren Dampf mit 82 bar aus acht mit Schweröl befeuerten Dampfkesseln von Foster-Wheeler erhielten. Die Leistung der vier Turbinen von etwa 280.000 Wellen-PS wurde an vier Wellen mit je einer Schraube abgegeben. Die Höchstgeschwindigkeit lag zwischen 33 und 35 Knoten. Mit einem Treibstoffvorrat von 7.828 Tonnen hatten die Schiffe bei 20 Knoten eine Reichweite von 8.000 Seemeilen, bei 30 Knoten schrumpfte die Reichweite auf die Hälfte.

### Bewaffnung

#### 127 mm L/54 Mk 42 Mehrzweckgeschütze
Ursprünglich besaßen alle vier Träger der Forrestal-Klasse acht Mk.-42-127-mm- (5-Zoll)-Geschütze mit Kaliberlänge 54, je paarweise auf schweren Konsolen steuerbord und backbord vorn sowie achtern, die sowohl gegen Luft- wie auch Schiffsziele eingesetzt werden konnten. Der Beschuss von Landzielen wäre ebenfalls möglich gewesen. Die Geschütze besaßen eine Reichweite von bis zu 15 km. Die vorderen Geschütze wurden jedoch außer bei der Ranger ab 1961 mitsamt den Geschützkonsolen entfernt, da sie bei hohem Seegang beschädigt wurden und die Schiffe teilweise nicht volle Geschwindigkeit fahren konnten. Als beim Brand 1967 auf der Forrestal die hinteren Geschütze zerstört wurden, ersetzte man sie nicht, da immer deutlicher wurde, dass die Flugabwehr im Trägerverband durch mit Flugabwehrraketen bewaffnete Begleitschiffe übernommen wurde. Die Geschütze der Saratoga und Independence wurden Anfang der 1970er Jahre entfernt, die Ranger behielt ihre achteren Geschütze bis 1977, außerdem wurden die vorderen Konsolen auch nie entfernt. Die Forrestals waren die letzten Flugzeugträger, die mit umfangreicher Schiffsartillerie ausgestattet waren, alle nachfolgenden Träger erhielten beim Bau nur noch Lenkwaffen (Kitty Hawk, Constellation) oder waren sogar unbewaffnet (John F. Kennedy, Enterprise).

#### Mk 25-BPDMS-Starter
1972 erhielt zuerst die Forrestal zwei Achtfach-Starter für Sea-Sparrow-Luftabwehrraketen, je einen steuerbord vorn und einen backbord achtern, Saratoga und Independence wurden 1973/74 ebenfalls umgerüstet, die Ranger 1977/78. Die Starter waren nicht mit Bordmitteln nachladbar, es gab auch kein Magazin an Bord der Träger.

#### 20 mm Mk 15Phalanx(Close-in-Weapon-System)
Im Rahmen des „Service Lifetime Extension Program“ Anfang der 1980er Jahre erhielten alle vier Träger jeweils drei Mk-15-Phalanx-Nahbereichsverteidigungssysteme. Eine Phalanxkanone wurde auf der Steuerbordseite der Insel, unterhalb der Brücke, die anderen beiden backbord unterhalb des Flugdecks angebracht, etwa an den Positionen der ehemaligen 5-Zoll-Geschütze. Die von den Besatzungen wegen ihrer Form R2-D2 genannten Schnellfeuerwaffen sollten angreifende Seezielflugkörper im Endanflug auf das Schiff zerstören.

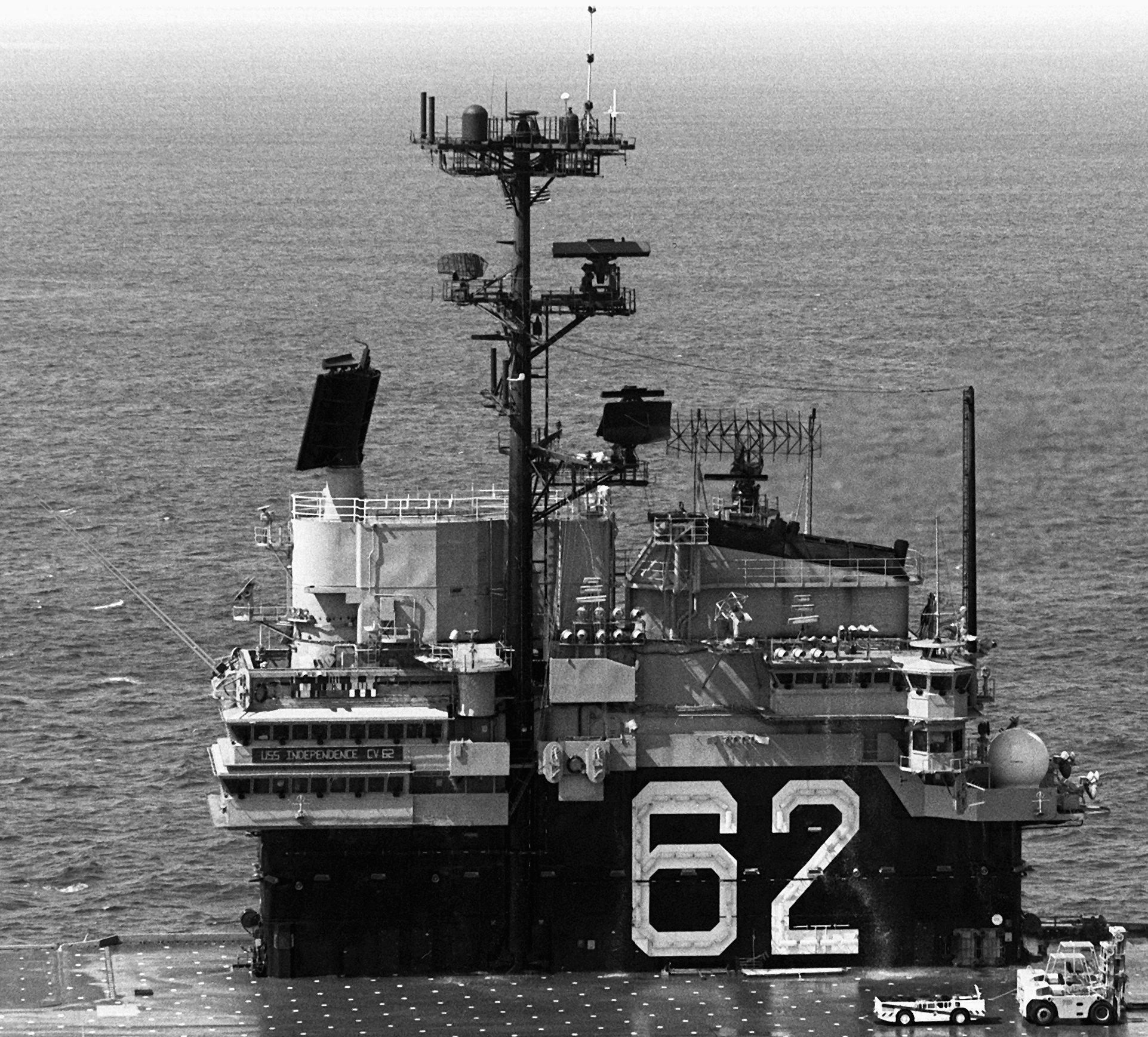
Insel der Independence, zu erkennen das SPS-48 vorne sowie die Antenne des SPS-49-Radars hinter dem Schornstein

### Elektronik
Die elektronischen Anlagen der Träger befanden sich, ausgenommen der Feuerleitradare vom Typ Mk 56 (Reichweite: 14,8 NM), von denen sich jeweils eins an jedem Geschützpaar befand, allesamt an und auf der Insel. Die Schiffe der Klasse erhielten bei ihrer Indienststellung jeweils die aktuellen Ortungs- und Navigationsanlagen, alle Schiffe verfügten zu Beginn über ein SPS-8-Höhenradar und ein SPS-12-Luftaufklärungsradar, das zum Teil durch SPS-37-Luftsuchradar ergänzt wurde. Zu Beginn der 1960er Jahre wurde das SPS-37 dann durch das SPS-43-Suchradar ersetzt, dessen 13 m lange Antenne auf einer Konsole an der Steuerbordseite der Insel montiert wurde, außerdem wurden die SPS-8- und SPS-12-Anlagen bei allen Schiffen ab 1962 durch das neuere SPS-30-high-finder-Radar mit 240 Seemeilen Reichweite ersetzt. Ab Ende der 1970er Jahre ersetzte das 3D-Radar SPS-48 (Reichweite: 230 NM) von ITT-Gilfillan über der Brücke das dann veraltete SPS-30, das SPS-43 wurde durch neue SPS-49-Luftsuchradare mit 250 NM Aufklärungsreichweite ersetzt. Die Antenne des SPS-43 befand sich ebenfalls auf der Konsole an der Insel. Als Navigationsradar verwendeten die Träger ein SPS-67 von Norden Systems.
Zudem waren die Träger in der Operationszentrale ab 1965 mit dem taktischen Führungs- und Waffeneinsatzdatensystem Naval Tactical Data System (NTDS), sowie dem Analyse- und Klassifikationssystem für U-Boote ASAC (Anti-Submarine Classification and Analysis Center) ausgerüstet.
Ab 1974 erhielten alle Schiffe außerdem ein SPS-58-Nahbereichsradar zur Ortung und Verfolgung schnell- und tieffliegender Ziele, die dann mit den Sea-Sparrow-Luftabwehrraketen bekämpft werden sollten. Zur Leitung der Raketen erhielten alle Träger ab etwa Mitte der 1970er Jahre ein Mk.-91-Feuerleitradar, die ursprünglichen Mk.-56-Geschützleitradare wurden zusammen mit den 127-mm-Geschützen entfernt.
Achtern an der Insel befand sich außerdem das Anflugradar, ab Mitte der 1970er Jahre ein SPN-35-homing beacon, von dem allerdings meist nur die große kugel- oder kuppelförmige Abdeckung zu erkennen ist. Oben auf der Mastspitze befand sich die Antenne für das TACAN-System, unterhalb davon mehrere Antennenanlagen zur elektronischen Kriegführung und für elektronische Gegenmaßnahmen. Diese wurden durch zwei SRBOC-Düppel-Werfer, einen an der Steuerbordseite der Insel, einen backbords am Bug, unterstützt. Zur Torpedoabwehr verfügten die Forrestals über einen geschleppten SLQ-25-Nixie-Täuschkörper.

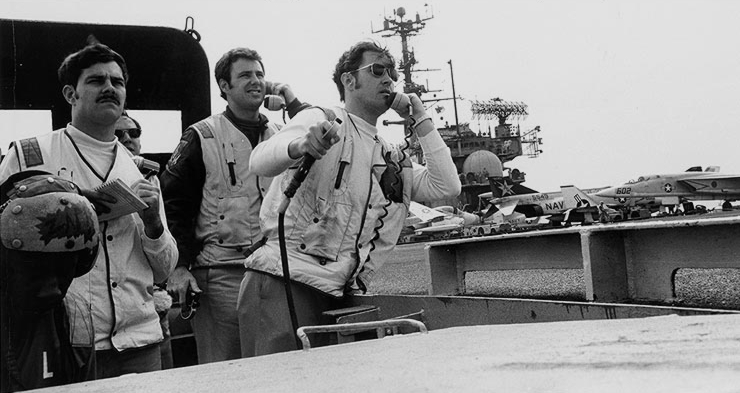
Landesignaloffiziere an Bord der Independence

### Besatzung
Die Besatzung eines Forrestal-Klasse-Trägers bestand aus bis zu 6.000 Mann, im normalen Einsatzbetrieb befanden sich etwa 5.100 Besatzungsmitglieder, darunter etwa 550 Offiziere, an Bord. Für den Betrieb der Schiffe waren etwa 2.700 Mann notwendig, als besonders personalintensiv erwiesen sich der konventionelle Antrieb und die Rohrbewaffnung (jedes Geschütz benötigte etwa 30 Mann Bedienungspersonal). 2.500 Mann der Besatzung waren dem Carrier Air Wing zugeteilt und für die Wartung und Instandhaltung der Flugzeuge sowie den Start- und Landebetrieb an Bord zuständig. Ebenfalls an Bord befand sich eine Kompanie US-Marines (72 Soldaten) für Wach- und Repräsentationsaufgaben.

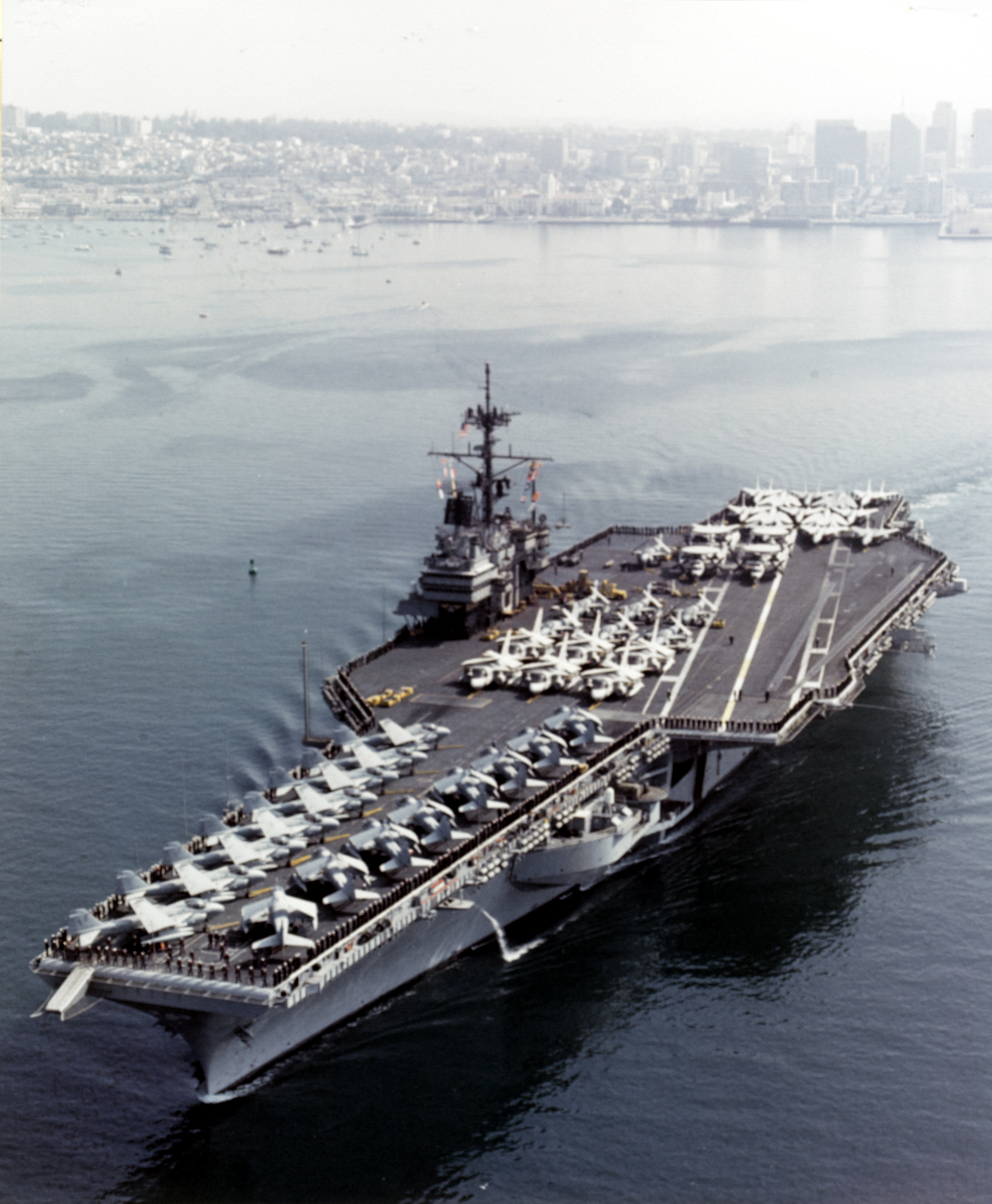
Air Wing an Deck der Ranger, vorne A-6 und EA-6, in der Mitte S-3-U-Jagdflugzeuge, am Heck zwei E-2 Hawkeye sowie F-14 Tomcat

### Trägergeschwader
Die Hauptbewaffnung der Flugzeugträger war ihr Trägergeschwader (engl. Carrier Air Wing (CVW)). Dies umfasste bei den Forrestals bis zu 76 Flugzeuge, aufgrund ihrer Größe konnten die Träger alle Flugzeugtypen der US Navy einsetzen, so gehörte unter anderem von Beginn an die A-3 Skywarrior als schwerer Atombomber zum Trägergeschwader. In den ersten Einsatzjahren waren als Jagdflugzeuge F9F Panther an Bord stationiert, diese wurden ab Beginn der 1960er Jahre durch F-8 Crusader ersetzt. Die A-1-Jagdbomber wurden ebenfalls ab 1960 durch A-4 Skyhawk ersetzt. Als Jäger waren ab 1960 auch F-4 Phantom II an Bord der Flugzeugträger. Als Ersatz für die Skywarriors kamen Anfang der Sechziger A-5 Vigilante an Bord, die aber nur kurze Zeit in ihrer Rolle als Bomber flogen, da die US Navy ihre nuklearen Kapazitäten auf unterseeisch gestützte Atomraketen verlagerte. Als RA-5-Aufklärer blieb die Vigilante jedoch bis zum Ende der 1970er Jahre an Bord. Als Radarflugzeuge wurden ab Mitte der 1960er Jahre zuerst E-1 Tracer, sowie später deren Nachfolger E-2 Hawkeye, eingesetzt. Ab Ende des Jahrzehnts starteten zum ersten Mal A-6 Intruder-Angriffsflugzeuge sowie A-7 Corsair II-Jagdbomber von Bord der Forrestals.
Mit der Reklassifizierung der Träger (CVA → CV) 1972 erhielten die Träger der Forrestal-Klasse ihre ersten U-Jagdflugzeuge und -hubschrauber, S-3 Viking und SH-3 Sea King, gleichzeitig wurden die älteren A-4-Jagdbomber und F-8-Jäger ausgemustert. Nach dem Service Life Extension Program Anfang der Achtziger wurden auch die F-4 Phantom II ausgemustert, sie wurden durch die F-14 Tomcat ersetzt. Außerdem erhielten die Träger mit der EA-6 Prowler Ersatz für die bisher verwendeten EA-3-EloKa-Flugzeuge, die seit Beginn der 1960er Jahre Dienst taten. Ab 1987 wurde dann auch noch die F/A-18 Hornet an Bord eingeführt. In dieser Form blieb der Carrier Air Wing bis zur Ausmusterung der Träger bestehen.

## Forrestal-Klasse im Einsatz

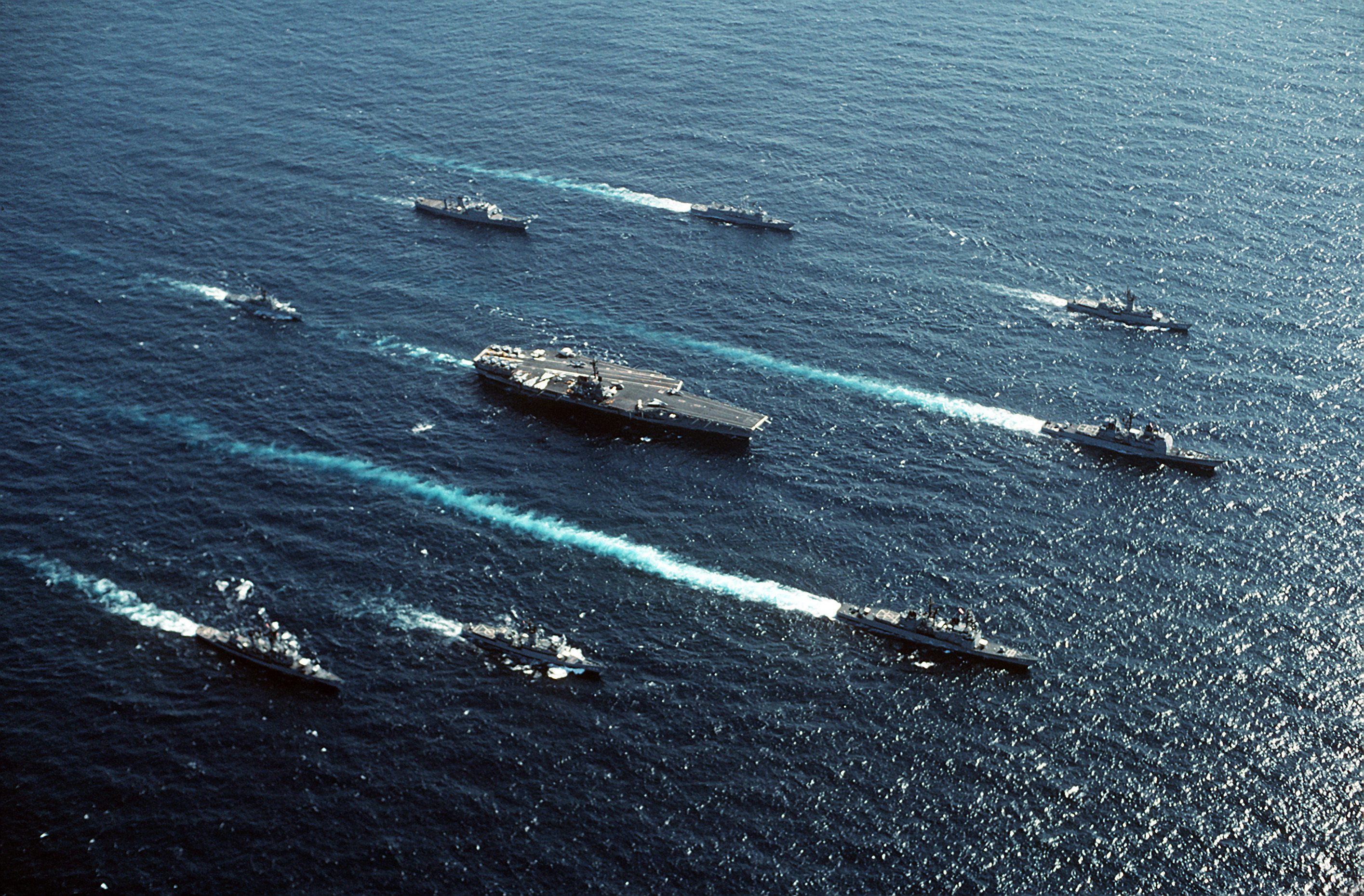
Forrestal mit Carrier Vessel Battle Group, 1989

### Einsatzprofil
Die Träger der Forrestal-Klasse waren bei der US Navy zu Beginn ihrer Dienstzeit als offensive Angriffsträger (CVA) klassifiziert und gehörten mit ihrer Luftgruppe, die auch atombombenbestückte Bomber umfasste, zum Offensivkonzept der Navy. Drei der Schiffe operierten als Teil ihrer Trägerkampfgruppe zumeist im Atlantik, die Ranger war der Pazifikflotte zugeteilt. Als deutlich wurde, dass trägergestützte Atombomber als Erst- und Zweitschlagwaffe auf Grund der verbesserten sowjetischen Luftabwehr unzureichend waren, verlegte die US Navy ihre Atomwaffen auf unterseebootgestützte Interkontinentalraketen. Die U-Boote waren zudem schwerer zu orten und anzugreifen als die Flugzeugträger mit ihren großen Kampfgruppen. Mit der Änderung des Einsatzprofils erfolgte auch 1972 die Umklassifizierung vom Angriffsträger (CVA) zum „Allroundträger“ (CV), der auch über U-Jagdfähigkeiten verfügte.
In den 1960er und zu Beginn der 1970er Jahre wurden alle vier Träger ins südchinesische Meer verlegt, wo sie vor der Küste Vietnams stationiert wurden und ihre Flugzeuge Luftunterstützungseinsätze für die amerikanischen und südvietnamesischen Truppen flogen. Diese Aufgabe wurde den Trägern auch in den folgenden Jahren und Jahrzehnten während verschiedener Krisen im Nahen Osten zuteil, wo sie unter anderem vor Libyen und während des Zweiten Golfkriegs gegen den Irak operierten.
Die Betriebs- und Unterhaltungskosten für ein Schiff betrugen in den 1990er Jahren 142 Millionen US-Dollar pro Jahr.

### Unfälle und Beschädigungen
Kein Träger der Klasse wurde während der Einsätze durch Feindeinwirkung beschädigt, allerdings kam es zu mehreren, teilweise schweren Unfällen. Der bekannteste und schwerste, die sogenannte Forrestal-Katastrophe, ereignete sich im Juli 1967 vor der vietnamesischen Küste, als es durch den Fehlstart einer Luft-Boden-Rakete an Deck der Forrestal zu einem schweren Feuer kam. Der Träger musste im Anschluss mehrere Monate überholt werden.
Außerdem waren die Träger in mehrere Schiffskollisionen (sowohl mit Zivil- wie auch Militärschiffen) verwickelt, bei denen zum Teil Schäden entstanden, die längere Werftaufenthalte nötig machten. In den Maschinenräumen und Hangars der Schiffe kam es mehrmals zu zum Teil schweren Bränden, die etliche Seeleute töteten und ebenfalls Reparaturen nach sich zogen.

## Weiterführende Informationen